# Flachgrab

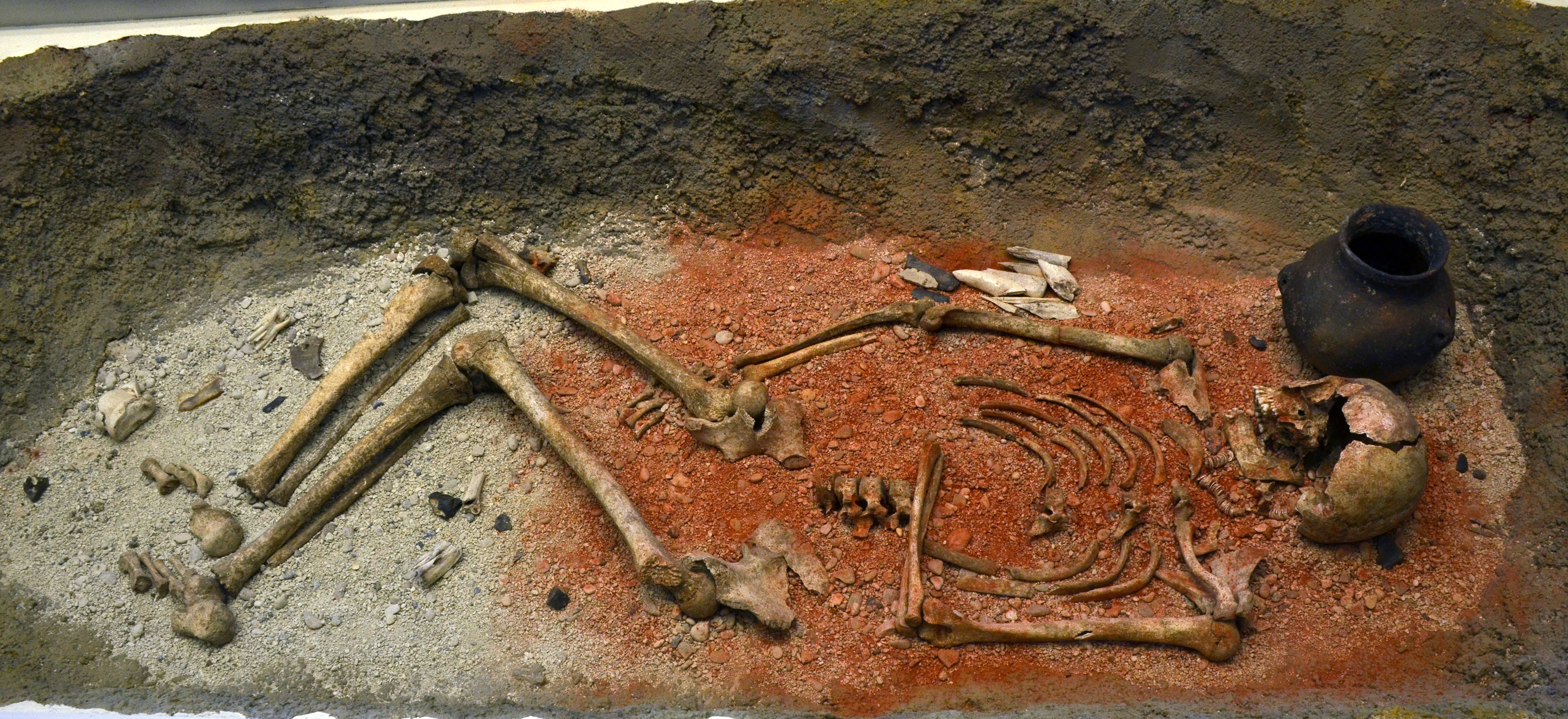
Neolithisches Flachgrab mit Ockerstreunung – Museum Saint-Remi

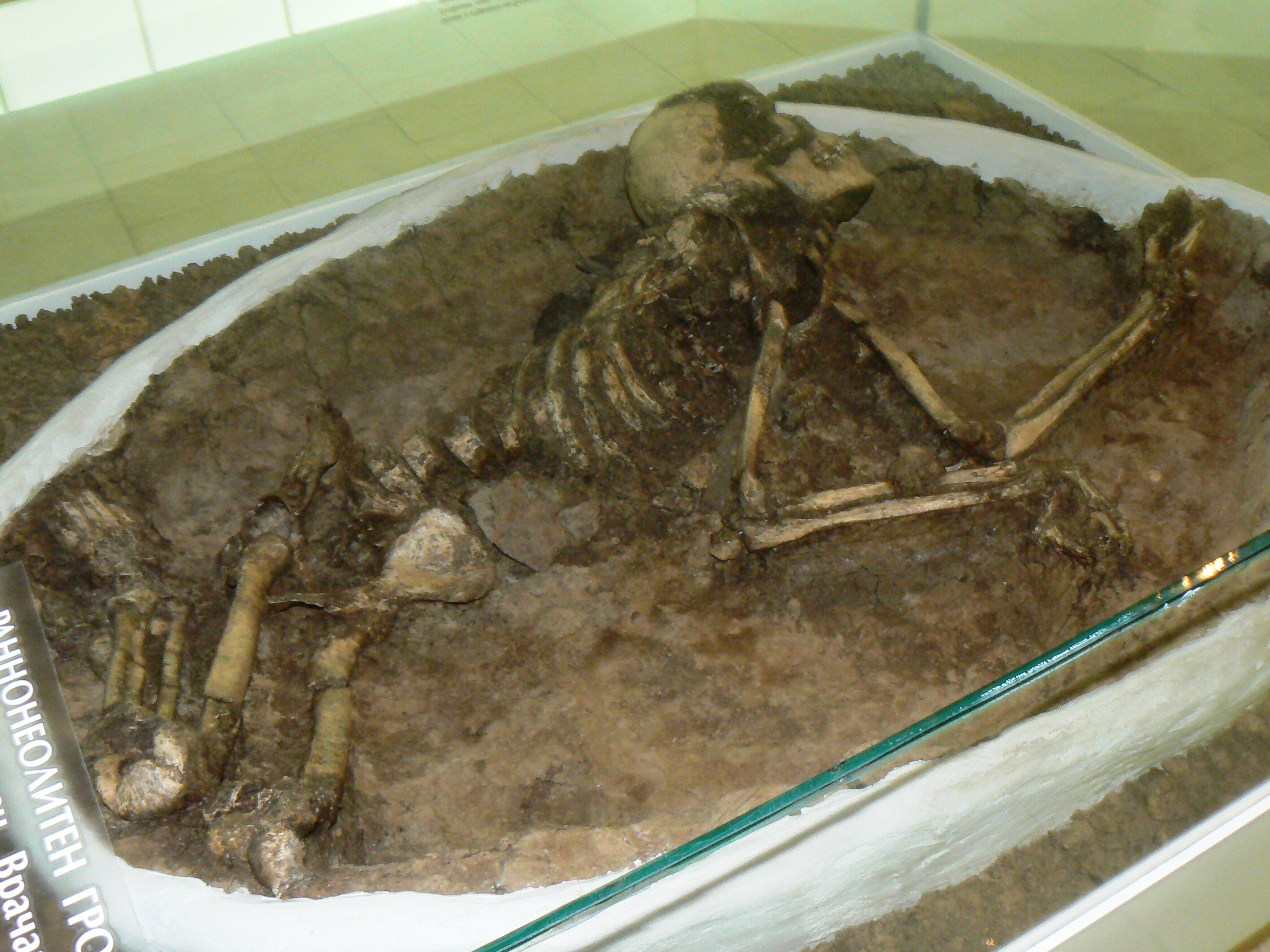
Neolithische Bestattung von Ohoden, Bulgarien, im Museum von Vratsa

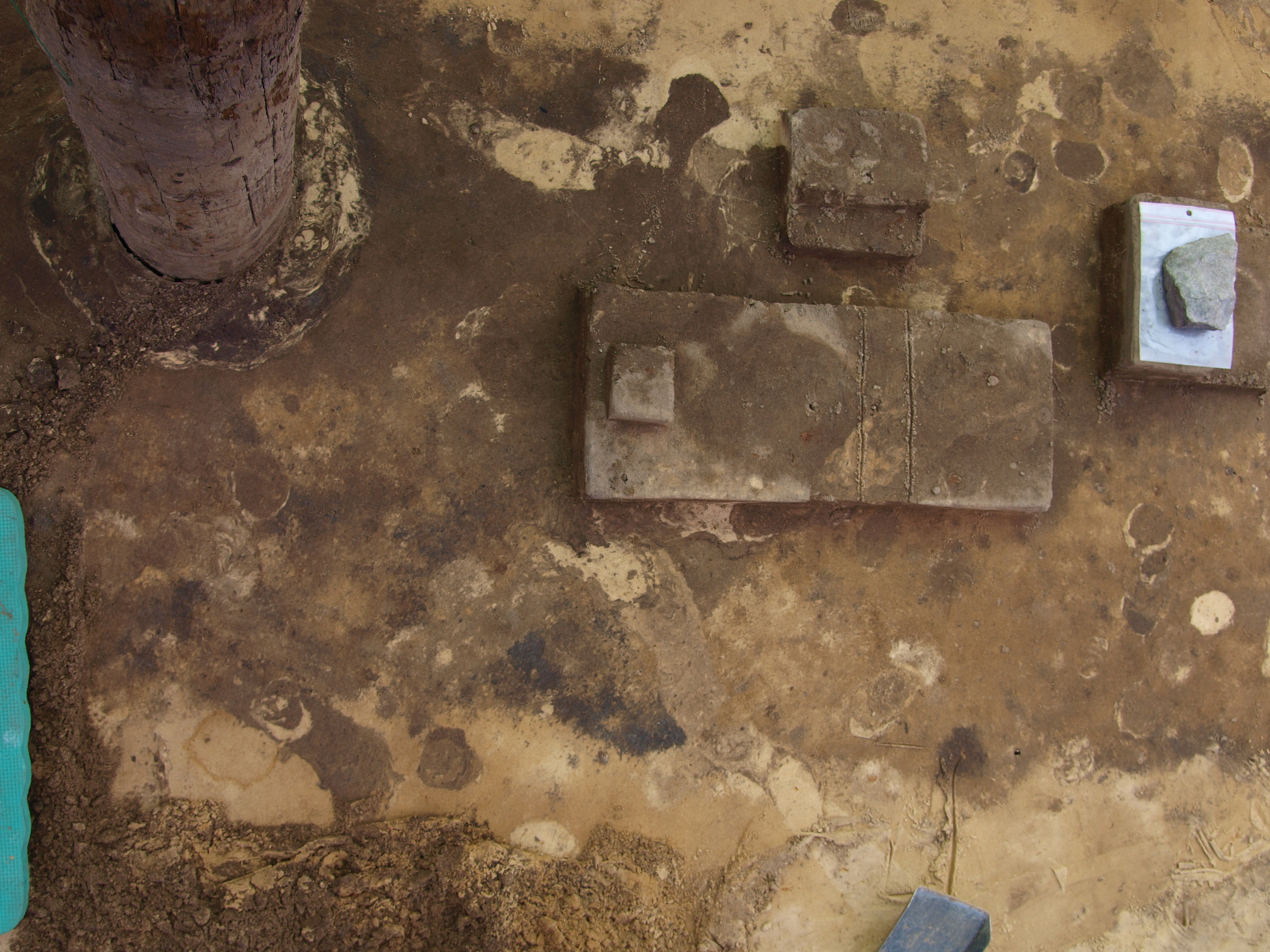
Flachgrab mit ungünstigen Erhaltungsbedingungen und massiven Störungen durch Tiergänge und einem eingegrabenen Pfosten

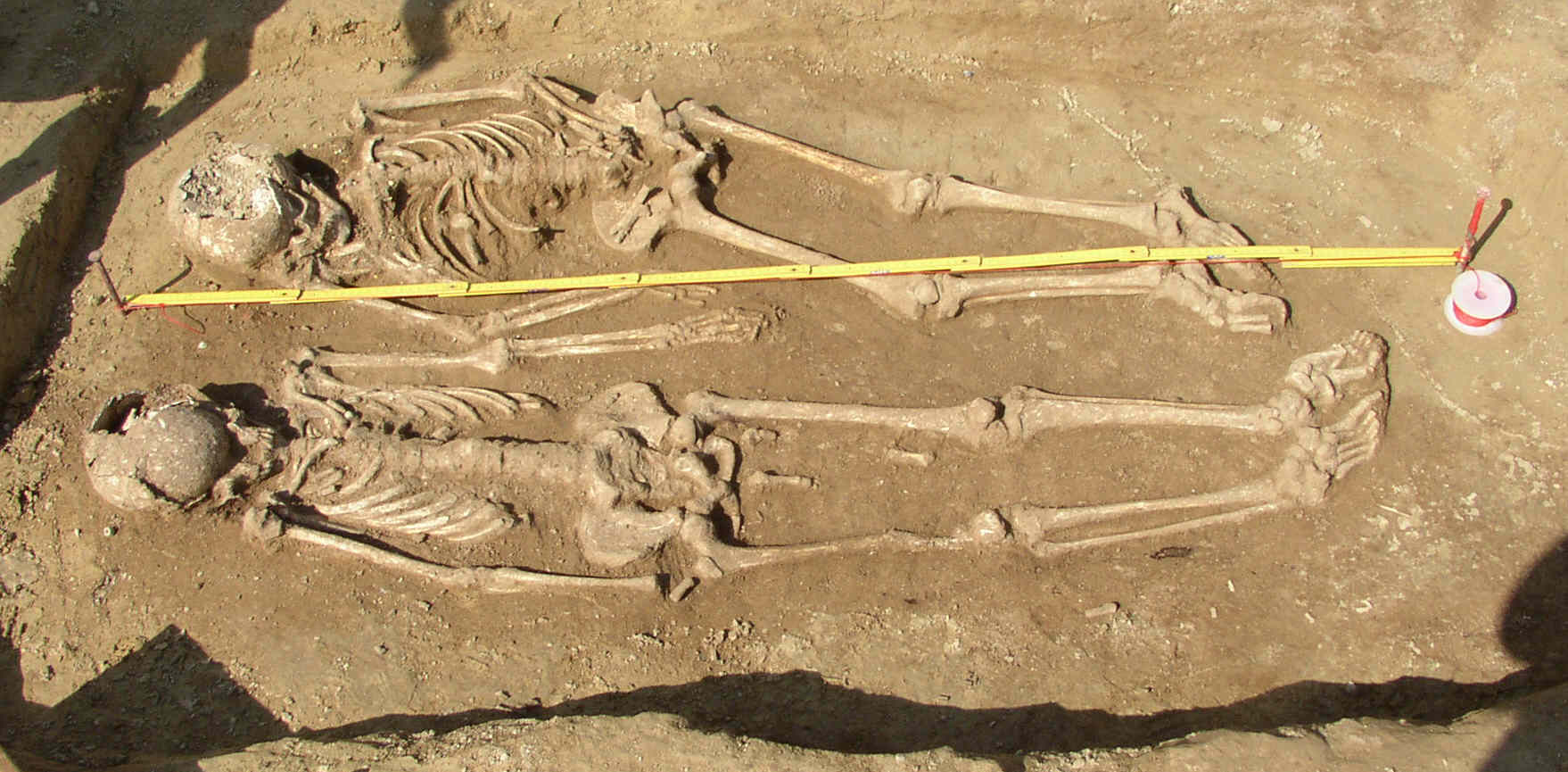
Körperbestattung zweier Mädchen in einer Grabgrube (Doppelbestattung)

Als Flachgrab wird im Sprachgebrauch der ur- und frühgeschichtlichen Archäologie eine Erdbestattung bezeichnet, die sich oberirdisch (zum Beispiel durch Hügel) nicht abzeichnet. Flachgräber können in Form einfacher Erdgräber auftreten, aber auch mit hölzernen oder steinernen Einbauten, wie Boden- oder Seitenplatten versehen sein. Sie sind zwar grundsätzlich nicht an eine bestimmte Bestattungsform (Brand- oder Körpergrab) gebunden, aber im engeren Sinne versteht man darunter einfache Körpergräber in mehr oder weniger stark eingetieften Erdgruben. Die anderen Bestattungsformen haben unter Umständen spezielle Namen (zum Beispiel Brandschüttung).

## Flachgräber der Bandkeramiker
Die Bedeutung von Flachgräbern im Bereich der Bandkeramischen Kultur wird in Gräberfeld behandelt.

## Flachgräber der Trichterbecherkultur
Außer Großsteingräbern legten die Träger der Trichterbecherkultur (TBK) auch Erdgräber an, die man „Flachgräber“ in Norwegen „Flatmarksgravar“ nennt. Die Form dieser Gräber sowie ihre Lage ist keinesfalls gleichartig oder nur ähnlich. Flachgräber finden sich unter den Hügeln mancher Steingräber und unter Grabhügeln. Kleine Grabgruben kommen ebenso vor wie Holzkammergräber, Plankensärge (Frydenlund) und Anlagen mit Einbauten und Abdeckungen aus Roll- oder Feldsteinen. 

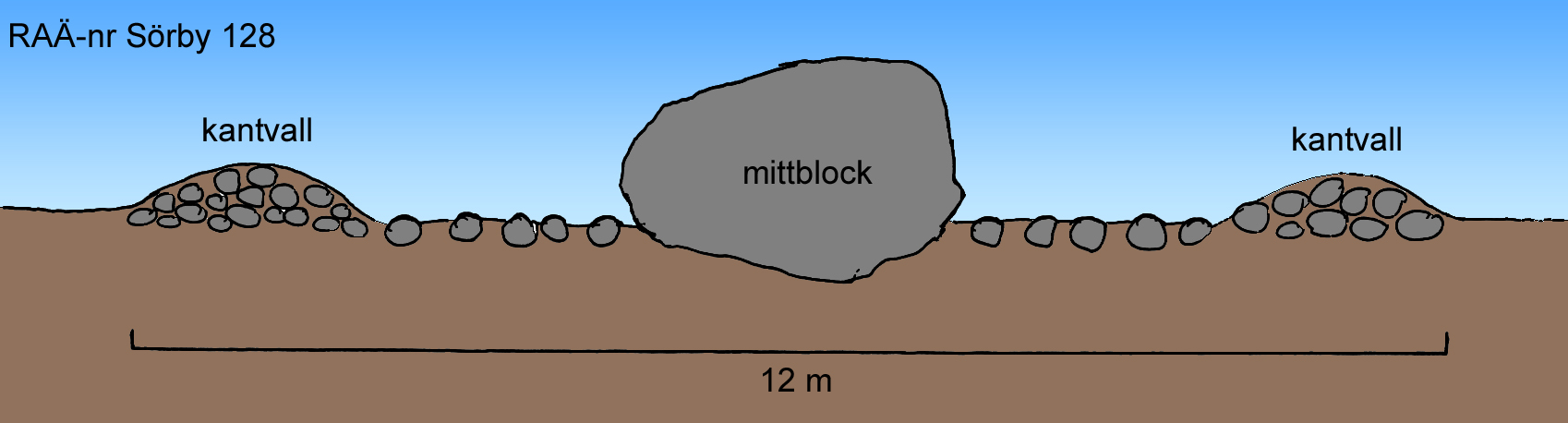
Steinsetzung mit 12-Meter Ringwall (Kantvall) und Mittelblock von Sörby (Vilske) in Västra Götaland

Flachgräber werden seltener beobachtet, da sie auf der Oberfläche nicht gekennzeichnet sind. Bei ihnen handelt es sich oft um Zufallsfunde. Ihre Zahl wird daher beträchtlich größer sein. Die meisten wurden in der Nachbarschaft zu Megalithanlagen entdeckt. Oft sind auch nicht alle Gräber eines Gräberfeldes erfasst worden. So lässt sich auch noch kein klares Bild von der Anzahl, ihrer Gruppierung und ihrem Verhältnis zu den Steingräbern zeichnen.
Einzelne Flachgräber sind selten, die meisten liegen in Gräberfeldern. Von zahlreichen zufällig als Lesefunde aufgesammelten Gefäßresten und Äxten wird angenommen, dass sie als Grabbeigaben in den Boden gelangten und bei ihrer Auffindung der Grabcharakter nicht erkannt wurde, weil die Skelettreste vergangen waren. Viele Flachgräber bestehen aus Gruben ohne erkennbare Einbauten. Mitunter geben Feldsteine den einzigen Hinweis auf ihre Form, wenn die eventuell vorhandenen Holzreste vergangen sind. Sie deuten nicht immer auf größere Holzkammern.
Falls sie separat liegen, werden sie nur zufällig erkannt. Ein solch seltenes Grab wurde 2001 in Wendorf (Landkreis Nordvorpommern) gefunden. Es barg drei Tote (zwei in Hockstellung) und tiefstichverzierte Keramik. Die Bauart ist auch innerhalb desselben Komplexes in Form und Größe uneinheitlich. Bereits 1941 stellte der dänische Archäologe Knud Thorvildsen (1907–1987) fest, dass zeitgleich mit den Megalithanlagen steingestützte Erdgräber (Steinpackungsgräber) existieren, die für die späte TBK typisch werden und teilweise durch niedrige Erdhügel markiert sind. Ob die Bedeutung der Flachgräber im Bereich der TBK ähnlich war wie in der LBK ist offen.
- Pflaster
- Holzkammern
- Umbauten aus Steinen
- Endsteine

## Himmelpforten Landkreis Stade
Bei Himmelpforten wurden auf einer Fläche von 16 × 18 m sechs Flachgräber nachgewiesen. Unklare Befunde deuten auf weitere drei. Hinweise auf Steingräber in dieser Gegend fehlen.
- Grab I enthielt eine rechteckige Steinpackung aus Granitplatten von etwa 3,0 × 4,5 m. An einem Ende lagen größere Blöcke. Steinpackungen dieser Abmessung liegen in der Regel in kammerlosen Hünenbetten. Es fanden sich Gefäßscherben, ein Feuersteinbeil und ein goldener Armring, der erste (älteste) Goldfund im Bereich der nordwestdeutschen Tiefstichkeramik.
- Grab III besaß eine etwa 3,4 m lange langovale Grube.
- Grab V war ebenfalls langoval. Auf dem Grubengrund, in 95 cm Tiefe, war es 2,25 m lang und 1,2 m breit. Der Ausgräber konnte einen Baumsarg nachweisen, neben dem ein Tongefäß lag.
- Grab VI war 1,90 m breit und eher rundoval. In der Mitte der Grube befand sich ein 0,75 m breites und vermutlich 2,00 m langes Feldsteinpflaster.

## Issendorf, Landkreis Stade
Bei Issendorf lagen nördlich eines Steingrabes die Flachgräber. Streufunde von Tiefstichkeramik auf der Ackerfläche deuten auf weitere unerkannte Grabstellen.
- Grab A besaß rechteckige Form mit den Maßen 3,25 × 18 m und einer Tiefe von 0,95 m. An einer Seite stand eine Granitplatte von 50 cm Breite und 32 cm Höhe. Sieben Tongefäße fanden sich so, dass eines neben der Grube stand und die übrigen sechs verschieden tief im Grab. Der Befund lässt sich nur so erklären, dass die Gefäße auf der Holzabdeckung der Grube standen und nach deren Zerfall zugleich mit dem Sand ins Grab rutschten.
- Von Grab B ließen sich Form und Maße nicht ermitteln. Es enthielt vier Tongefäße und zwei Feuersteinkratzer.
- Grab C hatte eine langovale Grube von 2,20 × 1,25 m (wie Grab V von Himmelpforten).
- Von Grab D ist nur das Ende einer etwa zwei Meter breiten Grube dokumentiert, an dem eine einen Meter breite Granitplatte stand.

Grab A von Issendorf und die Gräber I + III von Himmelpforten deuten auf unverfüllte holzverkleidete Grabkammern hin. Bodenpflaster fand man in den Hünenbetten mit und ohne Kammer. Erstere enthalten oft nur eine Megalithkammer, obwohl die Hügellänge für mehrere bestimmt zu sein scheint. Bei der Untersuchung der Hünenbetten in Horneburg und Bliedersdorf, Landkreis Stade, kamen Steinpflaster zutage, die denen der Flachgräber ähnlich waren. Auf ihnen haben sich offensichtlich Bestattungen befunden.
Eine Steinpackung fand sich auch neben dem Megalithgrab unter dem Rundhügel des Grabes l von Horneburg. Sie wurde wie einige Issendorfer Gräber, an einem Ende durch eine senkrecht gestellte Steinplatte begrenzt. Solche „Grabsteine“ sind auch in den Flachgräbern von Sievern, Landkreis Cuxhaven und Zeijen in den Niederlanden beobachtet worden. In einem Bericht aus dem Jahre 1846 verweist Carl von Estorff auf sechs Skelettgräber über einem Steinpflaster, das innerhalb des Hünenbettes neben der Steinkammer lag. Bei Grabungen in der Oldendorfer Totenstatt (Landkreis Lüneburg) kamen in den Hünenbetten Holzkammergräber zutage. Diese Beispiele lassen sich durch Funde (z. B. bei den Megalithanlagen von Hagestad) in Schweden und anderswo vermehren.

## Cuxhaven-Gudendorf
Bei Gudendorf fand sich neben der (vor mehr als 100 Jahren zerstörten) Megalithanlage eine Grube mit einer Steinsetzung. Ein Rollsteinpflaster war nach Art der Pflaster in Großsteingräbern von Granitgrus bedeckt. Die Bodenpflasterung war mittels Granitplatten und Rollsteinen bis zu einer Höhe von 40 cm mauerartig umgeben. Diese Mauerung ist 3,85 m lang und 1,20 m breit und an den Enden gerundet. Das Grab enthielt vier querschneidige Pfeilspitzen, zwei Feuersteinbeile und zwei Tongefäße unterschiedlicher Zeitstellung. Die Tongefäße und die ungewöhnliche Länge der Steinsetzung deuten auf eine zeitgleich erfolgte Doppelbestattung, wobei die Toten (von denen sich allerdings keine Spuren fanden) in Längsrichtung hintereinander gelegt worden sein können. Für diese Form der Steinsetzung gibt es in Dänemark Gegenstücke (Frydenlund).
Aufgrund der Keramik gehört die Grabanlage in dieselbe Zeit wie der Dolmen von Haaßel (Landkreis Uelzen). Der Hügel des Steingrabes überdeckt mehr als die Hälfte des Erdgrabes. Als er aufgeschüttet wurde, war das Erdgrab oberirdisch vielleicht nicht mehr zu erkennen. Es war auch noch von einer jüngeren Grube überlagert, in der Keramikscherben (evtl. Ausräumungen des Steingrabs) sekundär deponiert waren. Da kein größerer Abstand zwischen der Errichtung von Erdgrab und Megalithanlage bestehen kann, ist eine Friedhofstradition anzunehmen, die mit dem Erdgrab begann. Ein Teil der Erdgräber stammt aus der Zeit der älteren Ganggräber und gehört an den Anfang des Mittelneolithikums. In dieser Phase bestanden also Megalithanlagen, Holzkammergräber und Erdgräber (ggf. jeweils mit Bodenpflasterung) nebeneinander. Betrachtet man die Inventare, wie die qualitativ hochwertigen Tongefäße aus dem Grab A von Issendorf oder den goldenen Ring aus Himmelpforten, so zeigen sich keine sozialen Unterschiede zwischen den Toten in Megalithanlagen und Erdgräbern.

## Britische Inseln
Im Gegensatz zur Jungsteinzeit Kontinentaleuropas sind Flachgräberfelder kein Merkmal der britischen und der irischen Jungsteinzeit. Es gibt jedoch Anzeichen für eine kleine Anzahl scheinbar isoliert bestatteter Körper. Ihre Entdeckung – sei es durch Bauarbeiten, Küstenerosion oder Ausgrabungen – zeigt, dass ihr "isolierter" Charakter oft nicht bestätigt wird. Sie können aber nur in die Jungsteinzeit datiert werden, wenn sie mit der materiellen Kultur (Keramik- oder Steinartefakte) verbunden oder direkt datierbar sind.